# Émile Chanoux
 (octobre 2024).
Si vous disposez d'ouvrages ou d'articles de référence ou si vous connaissez des sites web de qualité traitant du thème abordé ici, merci de compléter l'article en donnant les références utiles à sa vérifiabilité et en les liant à la section « Notes et références ».
Émile Chanoux (né le 9 janvier 1906 à Rovenaud, et mort le 18 mai 1944 à Aoste) est un homme politique valdôtain de la première moitié du XXe siècle, et l'un des principaux protagonistes de l'autonomie valdôtaine.

## Citation
« C'est le feu qui couve sous la cendre
et qui éclatera un jour.
On a beau le couvrir avec d'autres cendres stériles,
il éclatera un jour.
Il suffira que cette cendre soit remuée.
Voilà ce qui est maintenant l'esprit de victoire :
voir clair, vouloir vivre. »

## Biographie

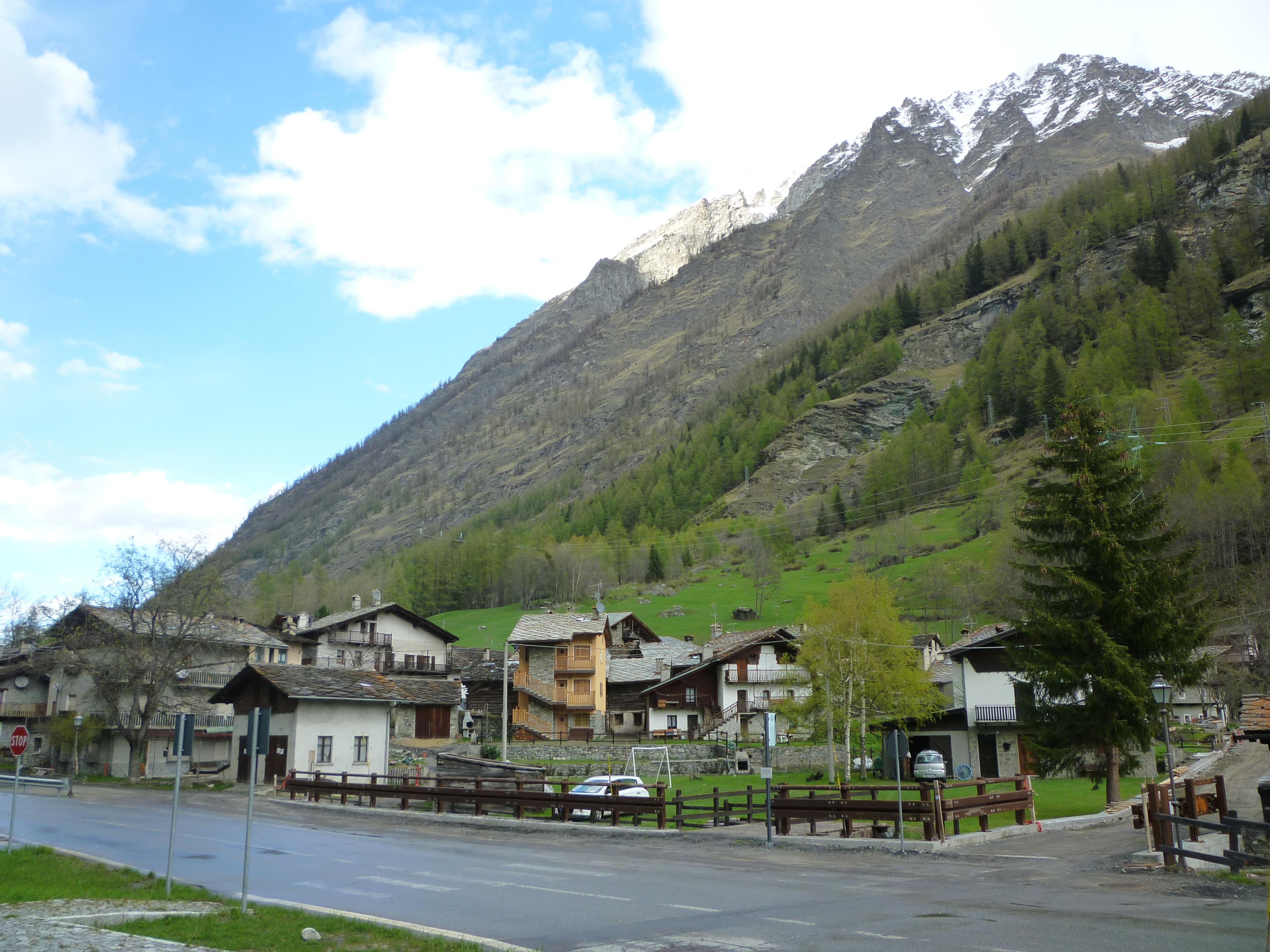
Vue de Rovenaud, village natal d'Émile Chanoux.

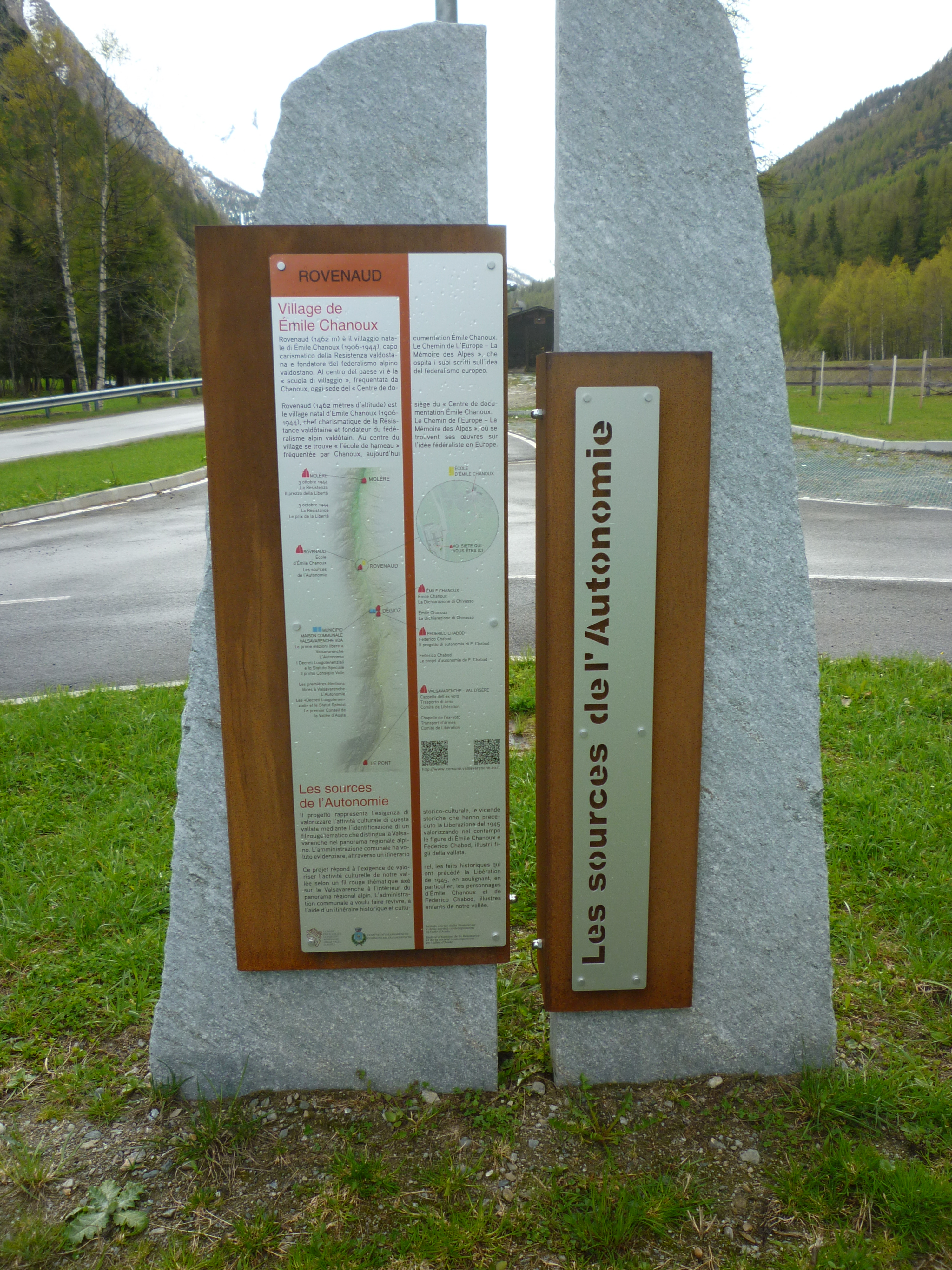
Plaque à Rovenaud, en souvenir d'Émile Chanoux.

Émile Chanoux naît dans le petit village de Rovenaud, hameau de la commune de Valsavarenche, en 1906, fils de Pierre, garde-chasse originaire de la vallée de Champorcher, et d'Élisabeth Carlin.
Il fait ses premières études à l'école de hameau de Rovenaud, ouverte en 1821. En 1914, sa famille déménage à Villeneuve, où il fréquente l'école élémentaire. Il continue ses études à Aoste, au Petit séminaire et, en 1920, au lycée classique. Jeune étudiant en droit, il se lie d'amitié avec l'abbé Trèves et devient vice-président de la Jeune Vallée d'Aoste, un mouvement qui visait la défense de l'identité valdôtaine et de la langue française. Il exerce la profession de notaire.
Antifasciste convaincu, il devient le chef du Comité de Libération Nationale d'Aoste.
Le 19 décembre 1943, il rencontre à Chivasso, avec l'avocat Ernest Page, des représentants des vallées francophones piémontaises, pour examiner les dégâts que le régime fasciste a provoqués à l'économie et à la culture des peuples alpins. Une déclaration est approuvée, où on proclame le droit de ces populations à l'autonomie, à l'emploi de la langue locale et à des mesures fiscales qui favorisent le développement économique et arrêtent le dépeuplement des régions de montagne.
Pour Chanoux, les problèmes des régions alpines et des minorités ethniques, linguistiques et religieuses ne peuvent être résolus que dans le cadre politique d'un État fédéral, respectueux des droits et des caractéristiques sociales et culturelles de toutes les communautés qui le forment : à ce sujet, il écrit l'ouvrage Federalismo e autonomie (en français : « Fédéralisme et autonomies »), qui est publié clandestinement pendant la Résistance.
L'activité antifasciste de Chanoux attire l'attention de la milice fasciste, qui l'arrête le 18 mai 1944 et le soumet à des interrogatoires et à des tortures, pour qu'il révèle les noms des autres résistants. Emprisonné, il meurt pendant la nuit dans des « circonstances mystérieuses ».

## Postérité
Après la fin de la Seconde Guerre mondiale, la place principale d'Aoste, dédiée auparavant au roi Charles-Albert, fut renommée en son nom.
Une Fondation Émile Chanoux a été instituée par la loi régionale valdôtaine no 36 du 28 juillet 1994. L'objet initial de la Fondation a été de promouvoir un Institut universitaire d'études fédéralistes et régionalistes.
Le musée de la Résistance de Valsavarenche, situé à Rovenaud.

## Galerie de photos

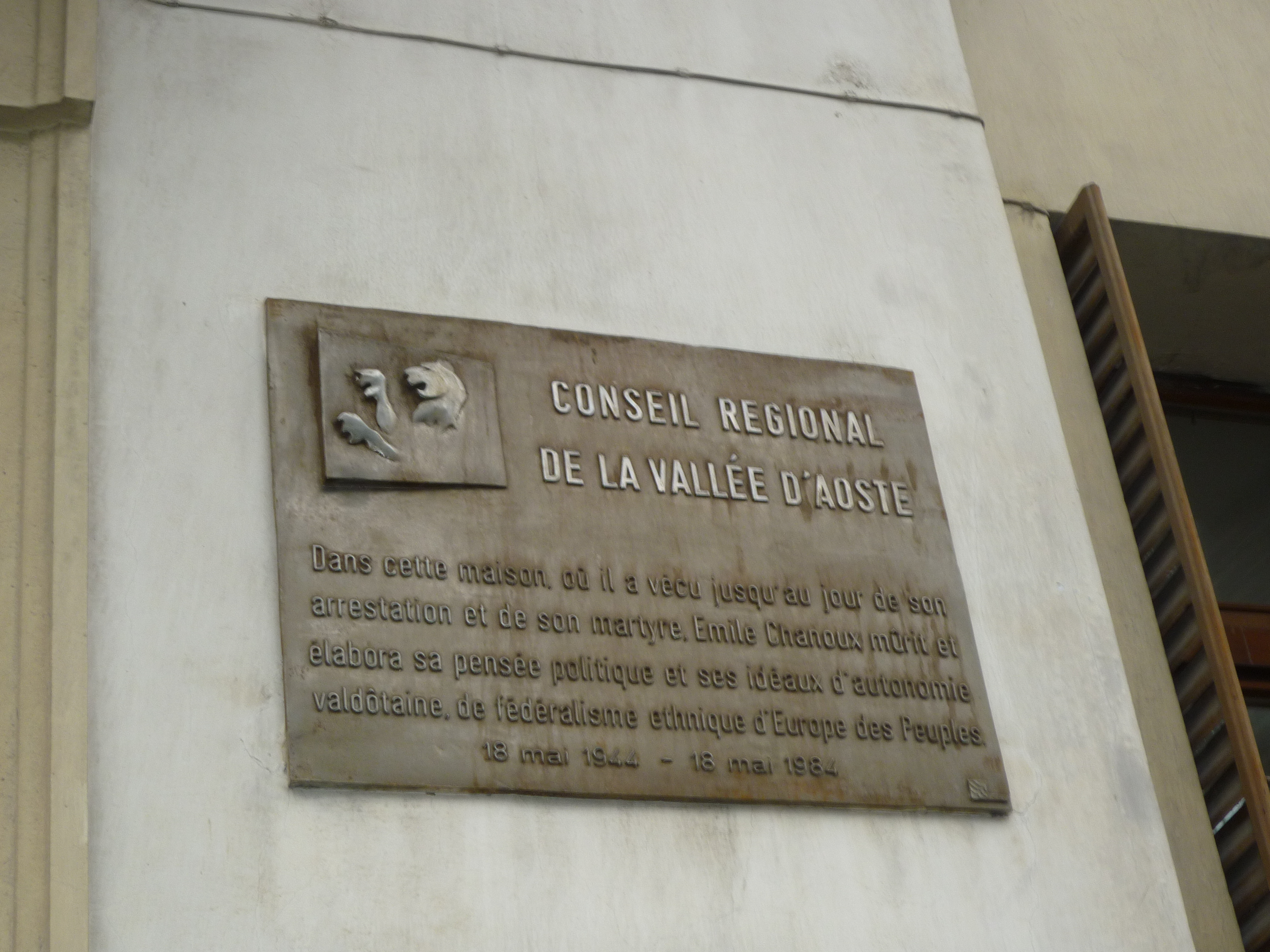
Plaque en souvenir d'Émile Chanoux, rue Jean-Boniface Festaz à Aoste
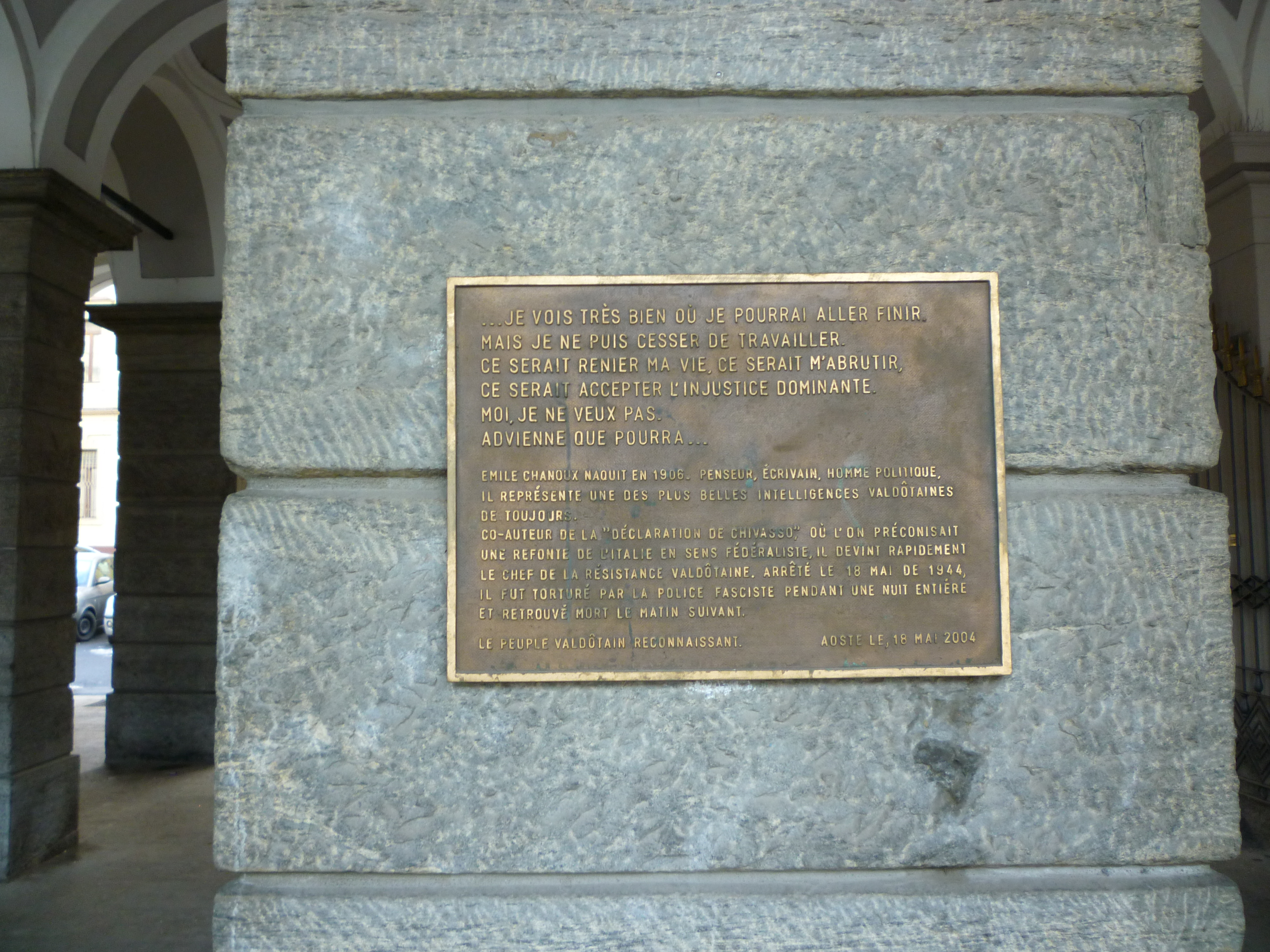
Plaque en souvenir d'Émile Chanoux, sous les arcades de l'Hôtel de ville, sur la place du même nom à Aoste
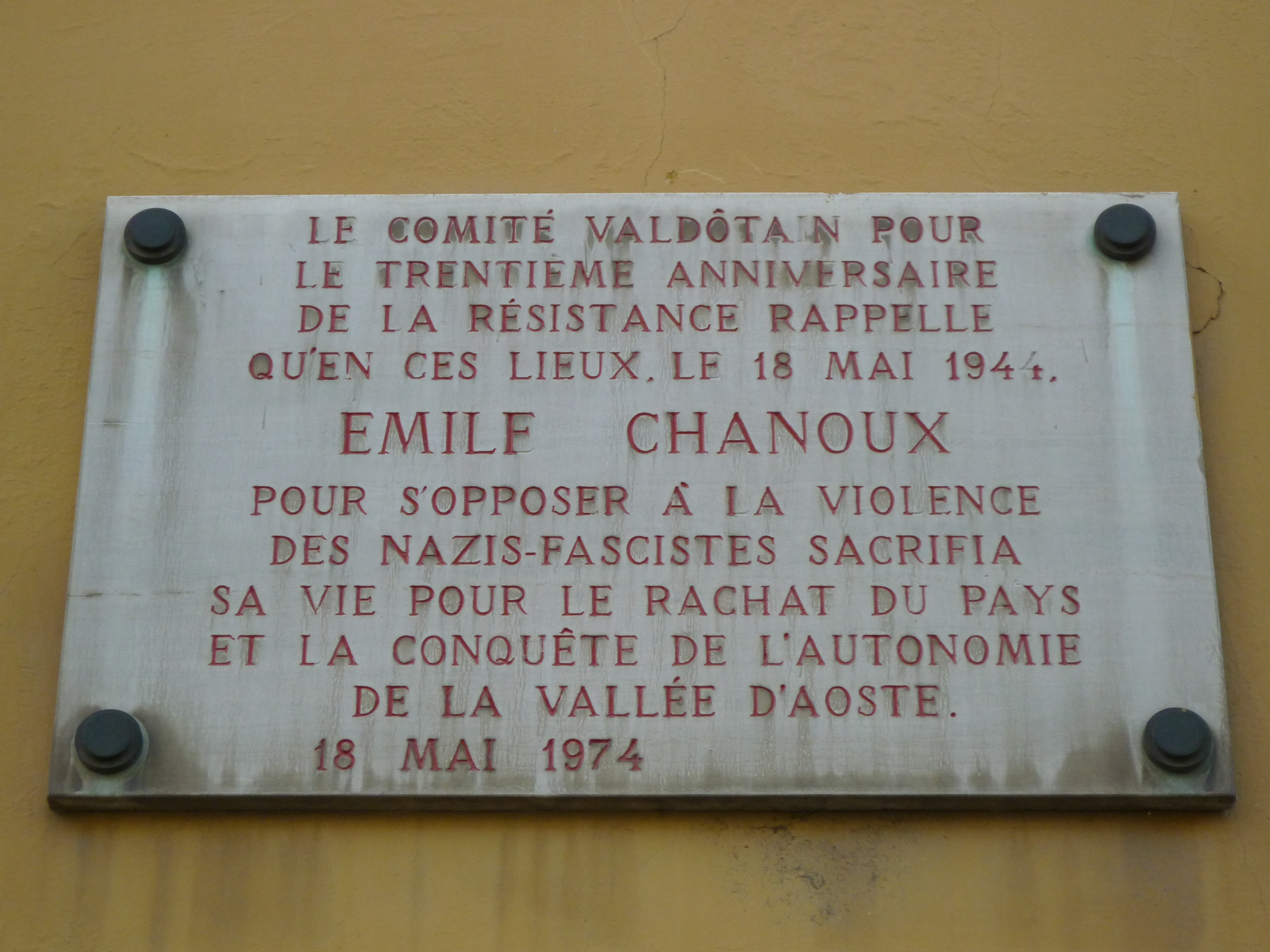
Plaque sur la maison où Émile Chanoux fut torturé par la milice fasciste, rue François-Gabriel Frutaz à Aoste
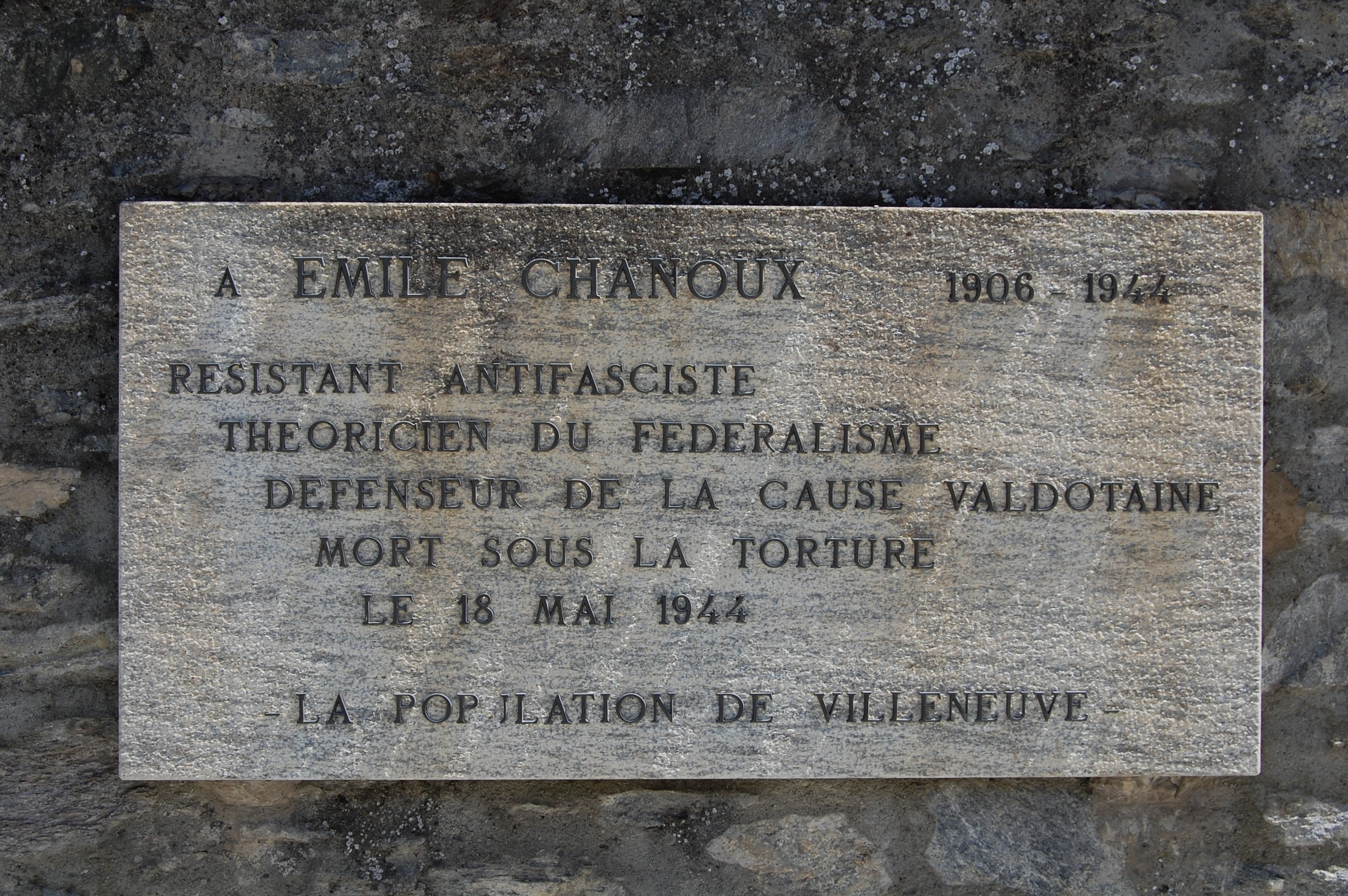
Plaque commémorative en souvenir d'Émile Chanoux, sur le mur du cimetière de Villeneuve

## Œuvres
(octobre 2024).
- Delle minoranze etniche nel diritto internazionale, Aoste.
- Federalismo e autonomie, 1960, Typographie valdôtaine, Aoste.
- Écrits, 1994, Institut historique de la résistance en Vallée d'Aoste, Aoste.
- Ouvrage collectif, Émile Chanoux et le débat sur le fédéralisme, 1997, Nice.